# Memecylon pachyphyllum
Memecylon pachyphyllum är en tvåhjärtbladig växtart som beskrevs av Elmer Drew Merrill. Memecylon pachyphyllum ingår i släktet Memecylon och familjen Melastomataceae. Inga underarter finns listade i Catalogue of Life.